# Újszomotor
Újszomotor (1899-ig Zsalobina, szlovákul: Žalobín) község Szlovákiában, az Eperjesi kerületben, a Varannói járásban.

## Fekvése
Varannótól 16 km-re északkeletre, az Olyka-patak partján fekszik.

## Nevének eredete
Neve a szláv zsali (= part, kavics) vagy a ruszin zsalivina (= kivájás, árok) főnévből származik. Mai magyar neve tévedés eredménye, ugyanis a szlovák nevet a zsaly (= gyász, bánat) főnévből származtatták, igazolandó Álmos vezér állítólagos zempléni sírját és a „szomorú tor” kifejezésre vonatkoztatták.

## Története
A települést 1451-ben említik először. A középkorban a homonnai uradalom része volt, a 16. századtól a Dravetzky, a Hadik-Barkóczi család és más nemesek birtoka. 1715-ben 12 háztartása és 6 lakatlan háza volt. 1787-ben 60 házában 488 lakos élt.
A 18. század végén Vályi András így ír róla: „ZSALOBINA. Tót falu Zemplén Várm. földes Ura Gr. Barkóczy Uraság, lakosai katolikusok, fekszik Domása, és Matyasócz között; határja dombos, fekete, és veres agyagos, földgye 3 nyomásbéli, búzát, és gabonát terem, erdeje van, szőleje nints, széna nélkűl szűkölködik; piatza Varannón van.”
1828-ban 62 háza és 473 lakosa volt.
Fényes Elek 1851-ben kiadott geográfiai szótárában így ír a faluról: „Zsalobina, Zemplén vm. tót f. ut. p. Homonnához 2 mfldnyire: 466 r. kath., 16 zsidó lak. Kath. paroch. templom. 844 h. szántófölddel. F. u. gr. Barkóczy, Bideskuthy.”
1869-ben 612 volt a lakosok száma. Lakói mezőgazdasággal és erdei munkákkal foglalkoztak.
Borovszky Samu monográfiasorozatának Zemplén vármegyét tárgyaló része szerint: „Újszomotor, azelőtt Zsalobina, a hasonnevű patak mellett fekvő tót kisközség 114 házzal és 655 róm. kath. vallású lakossal. Saját postája van, távírója és vasútja Varannó. Már 1451-ben a Drugethek birtoka s ekkor Zalabina néven van említve. 1551-ben Zent-Jánosy Lajost s 1562-ben Olchváry Györgyöt iktatják némely részeibe, a mikor Salobinának írják. Az 1598-iki összeírásban a homonnai urakon kívül még Szent-Jánosy Kristóf özvegye és Révay Gábor vannak birtokosaiként említve. 1658-ban a Barkóczyakat iktatják itt be s ekkor Zalobinya néven szerepelt, mikor pedig 1747-ben Draveczky László szerzi meg itt a maga részét, Zalubina alakban merül fel. Később a Barkóczyak mellett még a gróf Szirmay és a Bydeskuthy családok is földesurai s most a gróf Barkóczy-féle hitbizományhoz tartozik. 1778-ban földrengés volt e vidéken, mely az 1765-ben épült róm. kath. templomot is romba döntötte, de ezt ismét felépítették. Ide tartozik Czigánytelep és Behanócz-puszta, mely már a XV. században Behanoch és Byhanocz alakban községként van említve. A Drugethek birtoka volt; 1598-ban a Révayaknak is van benne részbirtokuk. Azután a Barkóczyaké lett. A XVIII. század elején már puszta és Zbehanócz néven említik.”
A trianoni diktátumig Zemplén vármegye Varannói járásához tartozott.

## Népessége
| Év:            | 1994. | 2004.   | 2014.   | 2024.   |
| -------------- | ----- | ------- | ------- | ------- |
| Emberek száma: | 701   | 759     | 816     | 815     |
| Eltérés:       |       | +8,27 % | +7,50 % | -0,12 % |

| Év:            | 2023. | 2024. |
| -------------- | ----- | ----- |
| Emberek száma: | 815   | 815   |
| Eltérés:       |       | +0 %  |

1910-ben 536-an, többségében szlovákok lakták, jelentős magyar kisebbséggel.
2001-ben 1280 lakosából 1257 szlovák volt.
2011-ben 802 lakosából 689 szlovák és 88 cigány.

## Nevezetességei

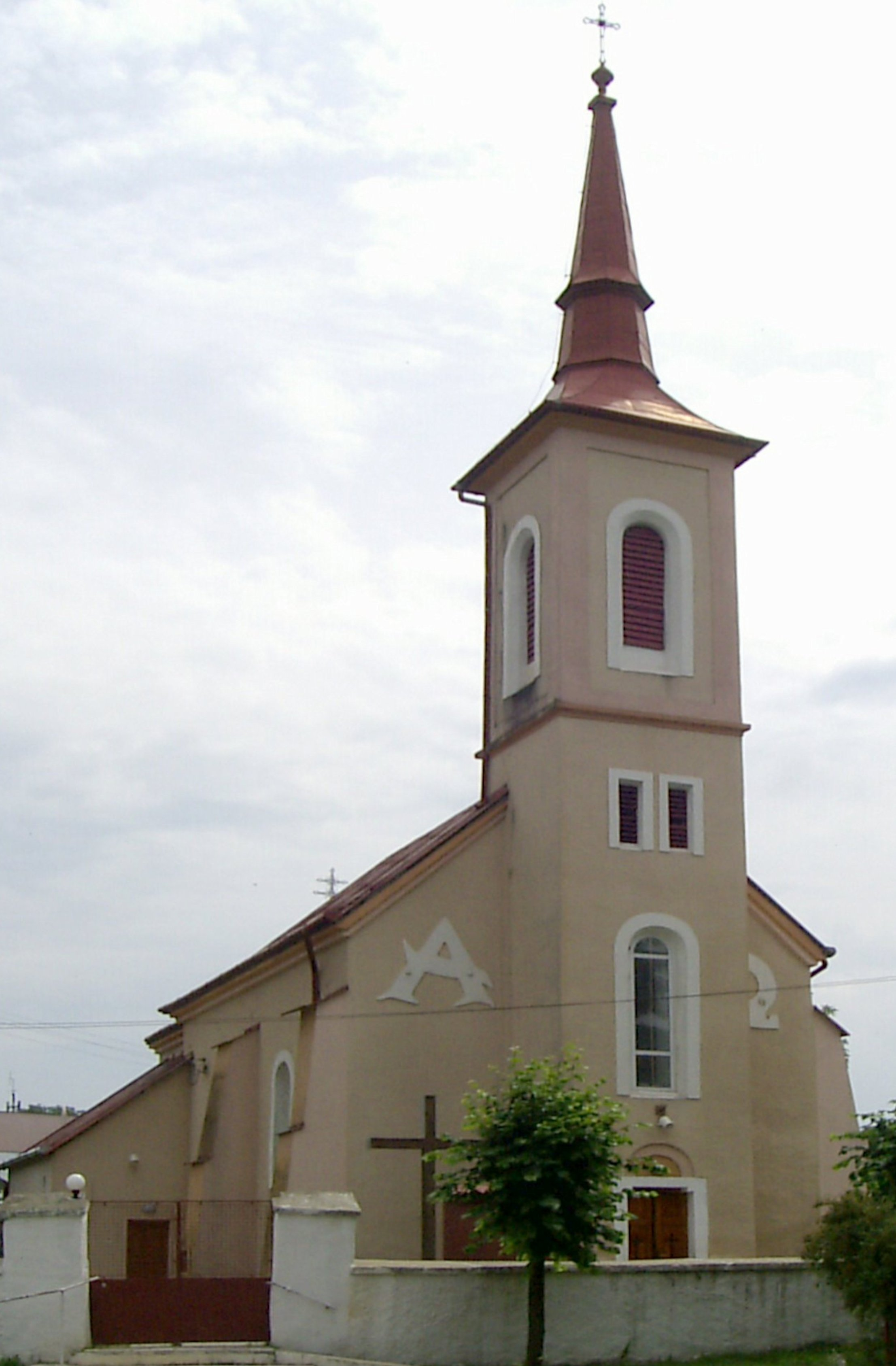
A katolikus templom.

- Assisi Szent Ferenc tiszteletére szentelt római katolikus temploma 1765-ben épült.